# ألان فليتشير (سياسي)
ألان فليتشير (بالإنجليزية: Alan Fletcher)‏ هو سياسي أسترالي، ولد في 1907 في أستراليا، وتوفي في 7 أكتوبر 1991 في توومبا في أستراليا. حزبياً، نشط في الحزب الوطني الأسترالي في كوينزلاند ‏. وقد انتخب عضو المجلس التشريعي ولاية كوينزلاند.